# Assassin's Creed IV: Black Flag
Assassin's Creed IV: Black Flag là tên một game hành động phiêu lưu ẩn nấp lấy bối cảnh là một thế giới mở ở góc nhìn thứ ba được sản xuất vào năm 2013 và phát triển bởi Ubisoft Montreal – phát hành bởi Ubisoft. Đây là dòng game thứ 6 trong series game Assassin’s Creed. Assassin’s Creed 4 có mốc thời gian trong quá khứ trước bản Assassin’s Creed 3 (sản xuất vào năm 2012) tuy nhiên những giai đoạn ở hiện tại thì lại tiếp nối bản 3 (các sequences trong game). Black Flag lần đầu tiên được thiết kế cho các hệ máy PlayStation 3, Xbox 360 và Nintendo Wii U vào tháng 10 năm 2013; một tháng sau game được chuyển lên các hệ máy PlayStation 4, Microsoft Windows (PC) và Xbox One.
Mốc thời gian của game là vào thế kỉ 18 tại vùng biển Caribbean và cụ thể là trong giai đoạn thời đại vàng của cướp biển, nhân vật chính của game chính là hải tặc cộm cán Edward Kenway – cha của Haytham Kenway và là ông nội của Ratonhnhaké:ton (hai nhân vật chính trong bản 3). Không giống các phiên bản trước của dòng game, gameplay của Black Flag chủ yếu xoay quanh những chuyến phiêu lưu trên đại dương với phương tiện đi lại chủ yếu vẫn là thuyền tuy nhiên phiên bản bốn này vẫn giữ nguyên các yếu tố của một game góc nhìn thứ ba như các phiên bản trước như chiến đấu trên mặt đất, cận chiến (melee combat) và hệ thống các cách di chuyển – chiến đấu bí mật (stealth system). Game cho người chơi di chuyển qua nhiều địa điểm ở Caribbean nhưng chủ yếu xoay quanh ba thành phố lớn là Havana, Nassau và Kingston cùng với rất nhiều đảo, tàu đắm, pháo đài,…. Ngoài ra, người chơi còn có thể lựa chọn đi săn những động vật biển nhằm trang bị thêm đồ đạc và túi mang đạn dược (bom khói, đạn,…). Lần đầu tiên trong lịch sử dòng game ''Assassin’s Creed'', khám phá đại dương và di chuyển bằng tàu lại được đặt lên hàng đầu khi mà nhân vật chính Edward Kenway chiếm được Jackdaw – một con thuyền buồm hai cột (brig) của quân đội Tây Ban Nha.
Assassin’s Creed IV: Black Flag nhanh chóng được khen ngợi ngay sau khi phát hành và nằm trong danh sách những game bán chạy nhất trong năm 2013 với hơn 11 triệu bản được bán ra. Giới phê bình đánh giá cao thế giới mở rộng lớn với nhiều nhiệm vụ phụ, đồ họa tươi sáng cũng như hệ thống chiến đấu trên biển của game. Bản nhạc nền đầy phóng khoáng và kiêu bạc cũng được giới phê bình và fan của dòng game đánh giá rất cao. Tuy nhiên những sequence ở hiện tại lại nhận được nhiều lời khen – chê lẫn lộn và những lời phê bình tập trung chủ yếu ở việc cốt truyện ở giai đoạn quá khứ bị lập lại. Black Flag nhận được một vài giải thưởng và danh hiệu bao gồm giải Spike VGX 2013 cho game hành động – phiêu lưu hay nhất năm.Tiếp nối Black Flag là Unity (bối cảnh là cách mạng Pháp) và Rogue (bối cảnh là chiến tranh 7 năm); cả hai đều được phát hành vào tháng 11 năm 2014.

## Lối chơi
Assassin’s Creed IV: Black Flag có cốt truyện chủ yếu xoay quanh ba thành phố chính là Havana (quân đội Tây Ban Nha), Kingston (quân đội Anh) và Nassau (hải tặc). Game cũng có cho phép người chơi khám phá 50 địa điểm khác nhau trong một thế giới mở rộng lớn bao gồm các đảo san hô vòng (atoll), pháo đài trên biển, phế tích còn lại của người Maya, đồn điền mía và các con tàu đắm này dưới đáy đại dương (yêu cầu người chơi phải mua chuông lặn), tỉ lệ khám phá giữa mặt đất và trên biển là 6:4. Assassin’s Creed IV có thế giới mở rộng lớn, dễ tiếp cận và ít hạn chế hơn đối với người chơi so với các bản khác, đặc biệt là bản III khi mà việc tiếp cận thế giới mở rất hạn chế cho đến khi người chơi vào đến memory sequence 1 (tạm dịch: chuỗi trí nhớ). Người chơi sẽ được bắt gặp rất nhiều khu rừng, pháo đài, phế tích, các đảo nhỏ - lớn khác nhau trên hành trình của mình và thế giới mở trong phiên bản IV được xây dựng để người chơi có thể tương tác một cách dễ dàng nhất có thể (săn thú trên đảo, thả neo ở một đảo nhỏ bất kì hay cướp – bắn phá bất kì tàu nào mà người chơi gặp; loại trừ tàu hải tặc đồng minh, thả chuông lặn săn tìm kho báu, đồng bộ hóa các điểm đến trên bản đồ thông qua việc khám phá đảo,...). Hệ thống săn bắn được giữ nguyên từ phiên bản III và phát triển lên, ngoài săn bắn trên đất liền người chơi giờ đây có thể tham gia săn bắt trên biển (tuy nhiên số lượng động vật săn bắt trên biển hạn chế hơn so với trên đất liền và có thể yêu cầu người chơi phải nâng cấp thuyền con nếu muốn đánh bắt được sinh vật lớn).
Một trong những điểm mới của game chính là con tàu Jackdaw – con tàu mà người chơi chính là thuyền trưởng. Con tàu Jackdaw có thể được nâng cấp trong suốt quá trình chơi và có thể dễ dàng thực hiện ở bất cứ nơi nào (nếu như ở đảo người chơi có thể đến cửa hàng để thực hiện việc nâng cấp còn nếu đang lênh đênh trên biển thì việc này có thể được thực hiện ở khoang của thuyền trưởng). Một điểm nhấn khác là phiên bản Black Flag cho phép người chơi khám phá đáy đại dương thông qua chuông lặn – một thiết bị mà Edward bắt buộc phải mua để thực hiện nhiệm vụ trong game, thông qua chuông lặn người chơi có thể tìm được vô vàn kho báu, trang sức và quan trọng nhất là những bản thiết kế để nâng cấp con tàu Jackdaw tối tân ở những bãi tàu đắm hoặc những hang ổ bí ẩn của bọn hải tặc (pirates’ dens). Ngoài ra, người chơi còn được trang bị một kính viễn vọng nhỏ dùng để quan sát tàu bè xung quanh (sức mạnh, hàng hóa chuyên chở), đảo (kho báu, động vật, điểm đồng bộ hóa, nhiệm vụ phụ, phế tích), pháo đài và thành phố (hợp đồng sát thủ trên biển và của hội The Assassins); thông qua kính viễn vọng này người chơi có thể đánh dấu theo dõi một con thuyền bất kì (tàu chiến, thuyền hộ tống, thuyền đồng minh) hoặc một điểm đến bất kì để tiện theo dõi và quan sát. Phiên bản Black Flag còn nâng cấp hệ thống tuyển dụng hải tặc cấp dưới thông qua việc giải cứu trên đất liền và trên biển, hoặc người chơi có thể đến các quán rượu; cấp dưới của Edward Kenway luôn luôn trung thành và có thể được bổ nhiệm vào các vị trí thuyền trưởng trong hạm đội hải tặc của Kenway (những thuyền mà người chơi bắt giữ được thông qua chiến đấu) và là một phần không thể thiếu nếu muốn chiến đấu với các chiến thuyền của địch; điểm khác biệt duy nhất đó chính là các thuyền viên không thể giúp đỡ Kenway trong các nhiệm vụ chính cũng như nhiệm vụ ám sát (khác với bản Brotherhood), lý giải cho việc này thì Ubisoft cho rằng nếu giữ nguyên chế độ hỗ trợ như vậy thì sẽ làm cho các nhiệm vụ trong game trở nên quá dễ dàng.
Quay về thời điểm hiện tại, người chơi nhập vai một người được thuê theo hợp đồng để tham gia việc nghiên cứu về các nhân vật trong lịch sử (bề ngoài) nhưng thực sự là để tìm các thiết bị của nền văn minh đầu tiên tại chi nhánh Abstergo Entertainment tại Montreal, Quebec, Canada. Tại công ty này người chơi ngoài việc làm nhiệm vụ chính bằng máy Animus thì có thể tham gia thu thập tài liệu và nghe trộm thông qua việc hack các máy Animus khác (sử dụng các phép hack tương đối đơn giản như xoay cầu và di chuyển chấm tròn vượt qua các hệ thống báo động).
Chế độ chơi Chơi mạng cũng được nhà phát triển đưa vào game tuy nhiên chỉ được chơi trên đất liền.

## Tóm lược

### Nhân vật
Nhân vật chính của game chính là hải tặc Edward Kenway, một người xứ Wales trước đây phục vụ trên tàu lùng nhưng dần hồi trở thành cướp biển và là thành viên của hội The Assassins. Edward Kenway chính là bố của Haytham Kenway và là ông nội của Connor Kenway (hai nhân vật chính trong phiên bản thứ ba của dòng game).Các nhân vật có thật trong lịch sử mà người chơi bắt gặp trong quá trình chơi game bao gồm Edward "Blackbeard" Thatch, Benjamin Hornigold, Mary Read, Stede Bonnet, Anne Bonny, Calico Jack, Adéwale và Charles Vane.Các nhân vật hư cấu được chia ra làm hai phe: các nhân vật thuộc hội Sát Thủ (The Assassins) và các nhân vật thuộc hội Hiệp Sỹ Dòng Đền (The Templars). The Assassins bao gồm các nhân vật: Duncan Walpole (lúc sau tạo phản), Ah Tabai (thầy của James Kidd – Mary Read), Antó, Opía Apito, Rhona Dinsmore, Vance - Upton Travers (anh em nhà Travers). The Templars bao gồm: Woodes Rogers, Julien du Casse, Laureano de Torres (đại diện cho chính quyền Tây Ban Nha – chủ hội The Templars), El Tiburon (cận vệ của Torres), Laurens Prins, John Cockram, Joshiah Burgess, Peter Chamberlaine, Jing Lang, Lucia Márquez, Hilary Flint, Kenneth Abrahams. Các nhân vật khác bao gồm vợ của Edward Kenway là Caroline Scott, kẻ duy nhất có ký ức về Đài Quan Sát Bartholomew Roberts "The Sage", con gái của Edward Kenway - Jennifer Scott, nữ hướng dẫn viên và là cấp trên của nhân vật giấu tên ở thời điểm hiện tại ở công ty Abstergo - Melanie Lemay, giám đốc Abstergo Entertainment chi nhánh Montreal – Olivier Garneau, người hướng dẫn nhân vật giấu tên hack các thiết bị và máy móc của tập đoàn Abstergo dưới cái tên "John the IT guy", kỹ thuật viên của Abstergo – Shaun Hastings và cuối cùng chính là nữ cộng tác viên của Desmond Miles (người đã bị chết ở phiên bản III của dòng game – hậu duệ của hội The Asssassins) – Rebecca Crane.

### Bối cảnh
Giống như các phiên bản trước của dòng game, cốt truyện của game được phân ra làm hai giai đoạn ở hiện tại và quá khứ đan xen lẫn nhau. Ở hiện tại, người chơi nhập vai một nhân vật giấu tên dưới dạng được thuê về để nghiên cứu một trong những tổ tiên của Desmond Miles là hải tặc cộm cán Edward Kenway thông qua chiếc máy Animus, điểm khác biệt là ở bản III trò chơi đã hé lộ rằng Abstergo (The Templars thời hiện đại) đã có thể xem được ký ức của bất cứ ai miễn là có thể phiên dịch DNA của vật chủ. Ở giai đoạn quá khứ, người chơi nhập vai thủy thủ tàu lùng và hải tặc nổi tiếng trong thời đại Vàng của cướp biển Edward Kenway. Ở phiên bản này người chơi sẽ phát hiện rằng Desmond Miles đã bị chết do bị bỏng dẫn đến sốc nặng (trauma) và tập đoàn Abstergo đã thu giữ xác của Desmond Miles để nghiên cứu thêm.Địa điểm mà Edward Kenway hoạt động bao gồm Cuba, Jamaica, vô số các đảo ở vùng biển Caribbean, một phần phía nam Florida và phía đông Mexico.

### Cốt truyện
Những mẫu phân tích thu thập được từ xác của Desmond Miles ngay sau khi y chết đã giúp cho tập đoàn Abstergo Entertainment có thể tiếp tục việc giải mã các chuỗi trí nhớ của Desmond Miles thông qua các phép điện toán đám mây. Nhân vật vô danh được tập đoàn Abstergo Entertainment thuê về trụ sở tại Montreal để phân tích chuỗi trí nhớ bằng máy Animus về một trong những tổ tiên của Desmond Miles là Edward Kenway – một hải tặc cộm cán ở thế kỉ 18 (cha của Haytham Kenway và ông nội của Connor Kenway). Bề ngoài thì có vẻ như tập đoàn Abstergo Entertainment đang muốn thu thập thêm tư liệu để làm một bộ phim tương tác về thời đại vàng của hải tặc nhưng thật sự là đang truy tìm nguồn gốc của một trong những thiết bị của Nền Văn Minh Thứ Nhất (The First Civilization) có tên là Đài Quan Sát (The Observatory) thông qua ký ức của Edward Kenway.
Mở đầu game Edward Kenway cùng các thủy thủ trên một con tàu lùng bị chính phủ bắn phá dữ dội và cuối cùng bị sóng biển đánh úp, tuy trong cơn sóng gió nhưng nhân vật chính cũng đã kịp nhận ra một người đặc biệt thoắt ẩn thoắt hiện trong bộ đồ của hội sát thủ - Duncan Walpole. Sáng hôm sau, Edward tỉnh dậy và được Walpole đề nghị đưa tiền để dẫn hắn ta đến Havana nhưng Edward chần chừ với ý định giỡn cợt, bực tức Walpole bỏ đi nhưng bị Edward rượt theo và giết chết. Sau khi đọc được bức thư của The Templars gửi cho Duncan, Edward nhận ra có thể kiếm được tiền qua phi vụ này nên đã ăn mặc đồ của hội sát thủ và giả mạo mình chính là Duncan Walpole. Trên đường ra khỏi đảo, nhân vật chính bắt gặp Stede Bonnet – một thương nhân đang bị quân của chính quyền Anh làm khó, sau khi giết hết đám lính trên đảo Edward đề nghị xin được lái con tàu của thương nhân Bonnet đến Havana; trùng hợp thay đây cũng chính là địa điểm mà Bonnet đang định đến.
Sau khi đến Havana, Edward Kenway dưới thân phận của Duncan Walpole đã đến nơi ở của chính quyền thành phố Havana và gặp các tay trùm trong hội The Templars ở châu Mỹ bao gồm người cầm quyền Torres, Woodes Rogers (đại diện cho chính quyền Anh Quốc), Julien du Casse và tay vệ sĩ El Tiburon. Lần đầu gặp gỡ Edward đã bị Woodes Rogers nghi ngờ vì bộ dạng quá xấu xí và thô kệch (khác xa với những gì mà vợ của hắn ta đã kể lại), Edward cũng bị yêu cầu phải thực hiện một loạt các kĩ năng cận chiến cũng như bắn súng nhằm thuyết phục rằng y chính là Duncan Walpole. Cuối cùng Edward gặp gỡ nhà cầm quyền Torres và trao cho hắn ta một vật hình rubik sau này người chơi mới phát hiện ra đây chính là mẫu máu để đưa vào Đài Quan Sát, Torres cùng hội The Templars cho rằng để có thể duy trì chủ nghĩa đế quốc cũng như hòa bình thì cần phải có công cụ và công cụ đó chính là The Observatory (Đài Quan Sát), điều duy nhất băn khoăn chúng đó chính là không ai biết manh mối về thiết bị này ngoại trừ một người có tên là The Sage - Bartholomew Roberts. Vì ham tiền nên vô tình Edward Kenway đã nhúng tay vào một cuộc chiến tranh giành quyền lực giữa hai hội sát thủ và điểm mấu chốt đó chính là tìm ra được The Sage. Sau khi hoàn thành nhiệm vụ áp giải The Sage nhưng vẫn không nhận được nhiều tiền, Kenway bực tức và quyết định đột nhập vào nơi ở của nhà cầm quyền Torres để giải thoát cho The Sage (sau này người chơi nhận ra Edward Kenway tham vọng chiếm được thiết bị này để có thể trở nên giàu có) nhưng phát hiện ra rằng The Sage đã trốn thoát. Hội The Templars bắt quả tang được Edward Kenway và phát hiện ra y chính là Duncan Walpole giả mạo; sau đó Edward Kenway bị tống xuống giam trong một con tàu hai cột cùng với Adéwale – người sau này trở thành thuyền phó của con tàu Jackdaw.
Sau khi tự giải thoát được bản thân, Kenway giải thoát thêm nhiều thủy thủ bị giam cầm khác rồi cùng nhau cướp con tàu hai cột và đặt tên là Jackdaw. Con tàu Jackdaw cập bến Nassau – bấy giờ là thủ phủ của hải tặc mới nổi bao gồm Edward "Râu Đen" Thatch, James Kidd (Mary Read), Benjamin Hornigold, Charles Vane – những người đang có giấc mơ biến Nassau thành một nơi của dân chủ và tự do. Tiếp nối cốt truyện người chơi sẽ thực hiện một loạt các nhiệm vụ phụ theo lời của Râu Đen như bắn phá các tàu con, cướp đồn điền mía và đánh chiếm con tàu của Julien du Casse (bị giết trong lúc Edward Kenway chiếm con tàu).
Edward Kenway vì ham tiền bạc và danh vọng nên vẫn cầu cứu James Kidd để có thể tiếp cận được The Sage (sau khi lẩn trốn The Sage gần như biệt tăm) nhưng không ngờ rằng James Kidd cũng chính là một Assassin và hội này cũng đang nóng lòng tìm ra tung tích của The Sage vì sự an toàn của cả hội. Edward Kenway diện kiến Ah Tabai (thầy của James Kidd và là chủ hội The Assassins lúc bấy giờ) tuy nhiên trong lúc này vì đã lỡ tiết lộ thông tin mật khi còn giả danh là Duncan Walpole nên quân đội Anh đã lần mò đến tận trụ sở của hội The Assassin tại Corozal để giết hại và tiêu diệt hội sát thủ.Nhận ra lỗi lầm của mình, Edward Kenway dần đứng về phía hội sát thủ (dù chưa đứng về hẳn) để truy tìm ra tung tích của The Sage.Sau nhiều lần bất thành cuối cùng Edward Kenway cũng bắt gặp được The Sage tuy nhiên y lại tiếp tục hợp tác với The Sage nhằm tìm ra một trong những công cụ của Nền Văn Minh Đầu Tiên (The First Civilization). Quá mệt mỏi với sự tham lam vô đáy của Edward Kenway, thủy thủ đoàn tỏ vẻ bất tuân và ngay cả thuyền phó của Edward Kenway cũng tỏ ý định rời thuyền.
Song song với giai đoạn truy tìm The Sage thì Nassau – thủ phủ của hải tặc cũng rơi vào khủng hoảng khi mà các hải tặc hoạt động thiếu chuyên nghiệp, không hợp tác với nhau, không có nguồn tài chính ổn định để duy trì hoạt động cầm quyền cũng như bị một dịch bệnh hoành hành đe dọa. Lúc bấy giờ, Woodes Rogers cùng Peter Chamberlain xuất hiện nhằm khuyên rủ các hải tặc hãy đầu hàng và tuân theo chính quyền Anh Quốc bằng không sẽ phải trả giá bằng chính mạng sống của mình. Phe hải tặc bắt đầu xuất hiện chia rẽ khi mà Edward "Râu Đen" Thatch, Charles Vane và Calico Jack quyết định không đầu hàng chính quyền Anh thì Benjamin Hornigold lại bán đứng toàn bộ, gia nhập hàng ngũ hội The Templars. Edward Kenway trở lại thì hay tin Edward "Râu Đen" Thatch đang truy tìm thuốc để chữa trị cư dân ở thành phố Nassau và cho hay nếu Kenway không tìm được thì đích thân Râu Đen sẽ dùng tàu công phá cướp thuốc từ phía chính quyền Anh. Cũng ở nhiệm vụ này người chơi lần đầu tiên được sử dụng chuông lặn để truy tìm thuốc ở các con tàu đắm (dù đã bị hư hỏng trước khi được trục vớt lên thuyền). Edward Kenway sau đó cùng với Charles Vane lên kế hoạch tẩu thoát khỏi trận địa mai phục của quân đội Anh (quân đội dùng tàu thuyền lớn để cô lập cảng ở Nassau) bằng cách dùng con tàu của Vane đã chất đầy thuốc nổ cho tông thẳng vào các con tàu chiến.Tuy nhiên trong một trận chiến khốc liệt mà Edward "Râu Đen" Thatch đã bỏ mạng, chỉ có ba thuyền trưởng sống sót đó chính là Charles Vane, Calico Jack và Edward Kenway (Benjamin Hornigold đã bị chính tay Kenway giết chết) thì bất ngờ Calico Jack phản bội cho người bắt trói Edward Kenway và Charles Vane. Khi ở đảo hoang Vane bất ngờ hóa điên, oán trách Edward Kenway đã mang đến mọi phiền toái khi truy đuổi theo The Observatory cũng như đe dọa giết nhân vật chính, Kenway lúc sau đã chính tay kết liễu Charles Vane và bất ngờ được James Kidd giải cứu.
Edward Kenway tiếp tục hợp tác với The Sage để truy tìm tung tích của The Observatory (Đài Quan Sát) và cuối cùng cả hai đã đến nơi. Địa điểm của Đài Quan Sát là khu rừng nhiệt đới hiểm trở và tràn ngập những sát thủ chính là những thổ dân cư trú tại nơi đây. The Sage giao nhiệm vụ cho Edward Kenway là hãy tiêu diệt hết tất cả các sát thủ được cho là đã mai phục sẵn trong khu rừng trước khi cả hai có thể tiếp cận The Observatory. Kenway sử dụng những kĩ năng đặc biệt mà nổi trội nhất trong số đó chính là Eagle Vision (nhãn quan của đại bàng – một kĩ năng mà tất cả các hậu duệ của Altaiir đều sở hữu) để truy lùng và tiêu diệt hết toàn bộ thổ dân trong khu rừng. The Sage và Edward Kenway tiếp cận khu vực The Observatory và phát hiện ra rằng trong khu vực này chứa đầy đủ mẫu máu hình rubik của tất cả các chính trị gia và người nổi tiếng trên toàn thế giới. The Observatory thật ra là thiết bị sử dụng mẫu máu để quan sát và truy tìm ra địa điểm chính xác của bất kì ai (cũng như nghe trộm họ) – đây là một thiết bị mà bất kì quân đội cũng như chính quyền nào mong muốn được sở hữu. The Sage bất ngờ phản bội Edward Kenway đẩy anh ta rớt xuống vực nước; trong lúc truy đuổi The Sage và tìm đường ra Kenway bị thương nặng dẫn đến bất tỉnh. Trong lúc mơ hồ người chơi vẫn kịp nhận ra rằng The Sage đã quyết định giao nộp Kenway cho chính quyền để xử tử.
Edward Kenway dù đang bị xét xử nhưng vẫn bị Woodes Rogers và Torres dí súng sau lưng yêu cầu hợp tác khai ra tung tích của The Sage nếu không sẽ bị xử án tử, chưa biết y trả lời ra sao thì James Kidd (thực ra là Mary Read) tuyên bố mình có bầu và được trì hoãn thi hành án. Ngay trong đêm hôm đó, Ah Tabai xuất hiện đánh gục lính gác và giải cứu cho Edward Kenway để cả hai cùng vào giải cứu Mary Read and Anne Bonny tuy nhiên Mary Read (tức James Kidd) chết trên đường ra khỏi nhà tù. Trước khi chết Mary có nhắn nhủ với Edward Kenway rằng cô đã thực hiện xong nhiệm vụ của mình và chờ đợi anh ta hoàn thành nhiệm vụ.
Edward Kenway quyết tâm truy đuổi The Sage mặc dù y phải rong ruổi đến tận đảo Príncipe, cuối cùng Kenway giết chết The Sage lấy lại chiếc đầu lâu đựng mẫu máu dùng trong The Observatory. Ah Tabai cùng Edward Kenway cho rằng để duy trì hòa bình cũng như trật tự trên thế giới chiếc đầu lâu này cần phải được đặt lại chỗ cũ của nó và không ai được biết về công cụ này. Song song với thời điểm này, người cầm quyền Torres đã phát hiện ra địa điểm của The Observatory và dốc toàn lực để truy hồi thiết bị này về cho hội The Templars, Edward Kenway quay trở về Havana nhưng ám sát hụt mặc dù đã hạ sát được tay cận vệ El Tiburon. Trở lại địa điểm của The Observatory, quân đội của Torres mặc dù không còn nguyên vẹn nhưng cũng đã tiếp cận được công cụ Đài Quan Sát, Edward Kenway giết chết Torres trả thiết bị về lại chỗ cũ.
Trở về lại nơi trú ẩn, Edward cùng Anne Bonny trò chuyện trong lúc trò chuyện thì Bonny hát một bài ca về tình bạn, Kenway bỗng ảo giác nhìn thấy cảnh tất cả các hải tặc cộm cán như Edward Thatch, Benjamin Hornigold, Charles Vanes, Calico Jack, James Kidd vẹn nguyên tình bạn như lần đầu gặp gỡ và cùng nhau nâng cốc hoan hỉ với nhau. Cùng lúc này, Edward Kenway nhận được một bức thư cùng với một người con gái được cho là của y, Kenway lên thuyền trở về lại Anh Quốc sau mấy mươi năm rong ruổi theo đuổi giấc mơ vàng của các đại hải tặc. Kết thúc game, Edward Kenway được thông báo rằng Woodes Rogers hiện tại đang ở Anh Quốc và cần được kết liễu, con gái Jennifer Scott lúc này đã lớn và Edward Kenway đang bế trên tay cậu con trai út chính là Haytham Kenway.
Ở giai đoạn hiện tại, người chơi được một người có biệt danh là "John the IT guy" tiếp cận và hướng dẫn hack các thiết bị điện tử (camera CCTV, máy tính, thang máy, máy animus) để tìm hiểu thông tin về gốc rễ của các dự án mà tập đoàn Abstergo đang thực hiện. Ngoài ra John còn chuyển tiếp các thông tin này cho Shaun Hastings và Rebecca Crane – 2 người thuộc hội The Assassins thời hiện đại đang hoạt động ngầm để thâm nhập Abstergo Entertainment. Người chơi sẽ phát hiện ra rằng dự án phim tương tác về thời đại vàng của hải tặc chỉ là vỏ bọc còn mục đích thực sự của dự án này là để truy tìm nguồn gốc của The Observatory. Tuy nhiên khi tất cả công việc bị đổ vỡ (tập đoàn Abstergo phát hiện ra có các truy cập bất hợp pháp nên đã cô lập toàn bộ các cơ sở để điều tra) thì người chơi được "John the IT guy" hướng dẫn truy cập máy chủ Animus, lúc này Juno hiện ra dưới hình dạng vô thể cho người chơi biết rằng mặc dù rất cần thiết để mở các ngôi đền nhằm phòng ngừa thảm họa nhưng thế giới vẫn chưa sẵn sàng với sự xuất hiện của Juno. John tiếp cận và định ám sát nhân vật chính, người chơi nhận ra John chính là phiên bản The Sage tái sinh ở thời điểm hiện tại. Bảo vệ của tập đoàn Abstergo Entertainment bắn chết "John the IT guy" và người chơi được cho rằng vô tội trong việc thâm nhập hệ thống của tập đoàn.
Phiên bản để lại dấu chấm hỏi lớn cho người chơi trong việc xác định danh tính của The Sage, giải thích sự xuất hiện của hắn cũng như các tùy tùng bởi cả hai hội Sát Thủ và Hiệp Sỹ Dòng Đền đều không thể lý giải được các câu hỏi trên.

## Phát triển
Đầu tháng 2 năm 2013, khi đang trong giai đoạn kêu gọi nhà đầu tư rót vốn (theo quý), CEO của Ubisoft là Yves Guillemot xác nhận rằng phiên bản Assassin’s Creed mới nhất sẽ có nhân vật, khung thời gian cũng như đội phát triển mới và dự kiến phát hành vào khoảng thời gian trước tháng 4 năm 2014. Vào ngày 28 tháng 2 năm 2013, Ubisoft tung ra poster quảng cáo game ngay sau khi cố tình để lộ thước phim quảng cáo về game nhằm mục đích chính là marketing. Poster này cho người chơi thấy rằng phiên bản này có tên là Assassin’s Creed IV: Black Flag và nhân vật chính cầm trên tay một khẩu súng cùng cây kiếm trên nền là một lá cờ hải tặc có đầu lâu in hình của serie game. Trên website của Ubisoft đăng tải một thông báo ấn định rằng ngày 29 tháng 10 sẽ là ngày game được phát hành trên các hệ máy, điều mà trailer game đã cho các game thủ biết từ trước (trailer được chính thức công bố vào ngày 4 tháng 3 năm 2013 dù đã bị lộ 2 ngày trước nhưng Ubisoft nhanh chóng khắc phục).
Trailer chính thức của game được công bố vào ngày 4 tháng 3 năm 2013. Việc phát triển game được tiến hành vào giữa năm 2011 tại trụ sở Ubisoft tại Montreal bởi một đội ngũ khác với đội ngũ làm phiên bản III, ngoài ra các chi nhánh Annecy, Bucharest, Kyiv, Montpellier, Singapore và Sofia cũng giúp đỡ studio ở Montreal với một số công việc phụ.
Giám đốc nội dung Carsten Myhill gạt đi những nhận xét cho rằng phiên bản IV là bản phụ lấy nội dung từ các bản Brotherhood và Revelations cũng như có vẻ bên ngoài giống như phiên bản III. Ông này nhấn mạnh rằng: "Toàn bộ game có cảm giác rất mới lạ và hoàn toàn khác xa với phiên bản III. Tôi còn nghĩ rằng nó sẽ đảm bảo cho thương hiệu Assassin’s Creed IV – phiên bản đầu tiên có cả số lẫn chữ trong tên gọi, với tên gọi và bối cảnh cũng như nhịp điệu mới tôi tin chắc rằng phiên bản này sẽ khác hoàn toàn so với toàn bộ các phiên bản còn lại trong series game".
Studio ở Montreal sử dụng engine AnvilNext để phát triển game, đội ngũ phát triển có thể làm việc với cả hai hệ máy trên cùng một engine bởi vì engine AnvilNext cho phép đội ngũ lên kế hoạch với hệ máy next-gen trong khi vẫn có thể thực nghiệm trên hệ máy curent-gen. Thêm vào đó mỗi hệ thống sẽ có những chức năng liên quan đến nhau, hỗ trợ nhiều hệ tay cầm khác nhau và kích hoạt tính năng đặc biệt khi vận hành trên mỗi một hệ máy riêng biệt. Phiên bản PC của engine hỗ trợ Nvidia's TXAA.

## Quảng bá và phát hành
Assassin’s Creed IV: Black Flag được phát hành trên các hệ máy PlayStation 3, Xbox 360 vào ngày 29 tháng 10 năm 2013 trên phạm vi toàn cầu trong khi game được phát hành trên hệ máy Wii U ở Bắc Mỹ vào ngày 29 tháng 10 năm 2013, Úc vào ngày 21 tháng 11 năm 2013, châu Âu vào ngày 22 tháng 11 năm 2013 vào ngày 28 tháng 11 năm 2013 tại Nhật Bản. Phiên bản game trên hệ máy Wii U đáng nhẽ được phát hành tại Châu Âu vào ngày 1 tháng 11 năm 2013 nhưng lại bị trì hoãn mất 20 ngày. Ubisoft đã thông báo từ trước rằng Black Flag sẽ được phát hành trên hệ máy PlayStation 4 vào ngày 1 tháng 3 năm 2013 và trên hệ máy Xbox One vào ngày 21 tháng 4 năm 2013. Tuy nhiên cả hai phiên bản game trên hai hệ máy đều được phát hành sớm hơn dự kiến cụ thể là phiên bản Black Flag trên PS4 được phát hành vào ngày 15 tháng 11 năm 2013 tại khu vực Bắc Mỹ vào ngày 29 tháng 11 năm 2013 tại khu vực Châu Âu; phiên bản trên hệ máy Xbox One được phát hành trên phạm vi toàn cầu vào ngày 22 tháng 11 năm 2013.
Ubisoft một lần nữa hợp tác với Sony để lồng vào bản DLC đặc biệt cho phiên bản Black Flag trên hệ máy PlayStation 3 và PlayStation 4 mà nội dung chính xoay quanh nhân vật ở bản Assassin’s Creed III: Liberation - Aveline de Grandpré trong 3 nhiệm vụ. Bản DLC về Aveline sẽ được phụ trách bởi nhà viết kịch bản cho bản Liberation là Jill Murray lấy bối cảnh ngay sau phần kết của bản Assassin’s Creed III: Liberation. Hệ máy PC cũng có bản DLC này nhưng phải thông qua Uplay Gold Edition.
Vào ngày 21 tháng 6 năm 2013, Ubisoft thông báo rằng phiên bản IV trên hệ máy PC sẽ bị trì hoãn một vài tuần so với ngày dự kiến phát hành là 29/10/2013. Ngày ấn định phát hành mới được thông báo sẽ là 19/11/2013 ở Bắc Mỹ và 22/11/2013 ở châu Âu. Trưởng đội thiết kế Jean-Sebastien Decant lý giải sự trì hoãn này là bởi vì cả đội phải tập trung ở phiên bản IV trên hệ máy chính trước khi chuyển sang các hệ máy khác.Đối với Assassin’s Creed IV: Black Flag thì Xbox 360 và PlayStation 3mới là hai hệ máy chính mà đội thiết kế tập trung phát triển.
Vào ngày 31 tháng 10 năm 2013, Ubisoft thông báo rằng yêu cầu về mật mã trên hệ thống Uplay sẽ bị hủy bỏ mãi mãi cho phiên bản IV và tất cả các phiên bản về sau. Trước đó tất cả các bản copy của AC 4 Black Flag đều yêu cầu mật mã Uplay để truy cập vào chế độ multiplayer (chơi nhiều người) và minigame của đội thuyền Kenway. Game thủ của những bản copy này đều phải tải mật mã Uplay với một khoản phí nhất định trước ngày 31/10/2013.
Một phiên bản manga Nhật của dòng game được viết bởi Takashi Yano và tạo hình bởi Kenji Oiwa bắt đầu được đăng trên tạp chí truyện tranh Shueisha's Jump X vào ngày 10 tháng 8 năm 2013.

### Các bản DLC
Vào ngày 8 tháng 10 năm 2013, Ubisoft thông báo rằng sẽ có một mùa khuyến mãi (Season Pass) khi mà người chơi mua Assassin’s Creed IV: Black Flag trên các hệ máy Xbox 360, Xbox One, PlayStation 3, PlayStation 4 và PC sẽ được trọn bộ bản chính bao gồm DLC: Freedom Cry, gói Kraken Ship (dùng để cá nhân hóa con tàu Jackdaw) cũng như nhiều tính năng chơi đơn và multiplayer (chơi nhiều người).
Bản DLC Freedom Cry cho người chơi nhập vai Adéwalé – một nô lệ cùng Edward Kenway cướp con tàu Jackdaw; sau này y trở thành thuyền phó của Edward Kenway và là một thành viên của hội Sát Thủ (The Assassin).Bối cảnh bản DLC là 15 năm sau các sự kiện diễn ra ở bản Black Flag, lúc này Adéwalé đã trở thành một sát thủ chuyên nghiệp và đang bị đắm tàu tại Saint-Domingue nơi mà y sẽ đối đầu với những tay chủ nô tàn ác nhất của vùng biển Tây Ấn. Bản Freedom Cry được Jill Murray (biên kịch bản Liberation) viết kịch bản. Vào tháng 2 năm 2014, Ubisoft thông báo rằng Freedom Cry sẽ là một bản tách biệt trên PS3/4 vào 18/2/2014 ở khu vực Bắc Mỹ vào 19/2/2014 ở khu vực Châu Âu. Phiên bản mở rộng Freedom Cry được phát hành trên PC vào ngày 25 tháng 2 năm 2014.
Bản DLC Blackbeard's Wrath cho phép game thủ chơi ba nhân vật mới trong chế độ multiplayer bao gồm Blackbeard, The Jaguar và The Orchid. Bản DLC Blackbeard's Wrath được khuyến mãi trong thời điểm Season Pass.
Bản DLC Guild of Rogues thêm ba nhân vật nữa vào chế độ Multiplayer là The Shaman, The Siren and The Stowaway. Phiên bản DLC này không được phát hành trên hệ máy Wii U.

## Âm nhạc
Các bản OST (Original Game Soundtrack) của game Assassin’s Creed IV: Black Flag đều được biên soạn bởi nhà soạn nhạc người Mỹ Brian Tyler – người soạn nhạc cho một game khác của Ubisoft là Far Cry 3 ngay trước đó.Các sự hiệu chỉnh và sắp xếp được khác được thực hiện bởi Sarah Schachner, Omar Fadel, Steve Davis, Mike Kramer, Jeremy Lamb, Matthew Llewellyn và Robert Lydecker. Các bản OST được phát hành trên Amazon MP3 và iTunes vào ngày 14 tháng 10 năm 2013. Hai bản soundtrack khác cũng được phát hành:
- Assassin's Creed IV: Black Flag (Game Soundtrack — Sea Shanty Edition), bản soundtrack thứ hai bao gồm đầy đủ 16 bài hò của các thủy thủ - được biên soạn bởi nhiều nhạc sĩ (được phát hành trên Amazon MP3 và iTunes vào ngày 29 tháng 10 năm 2013).[36]
- Assassin's Creed IV: Black Flag (Game Soundtrack — The Complete Edition), một phiên bản soundtrack đầy đủ cả bản chính và 16 bài hò cũng như các bài sountrack trong chế độ multiplayer được biên soạn bởi Joe Henson - Alexis Smith; được phát hành trên MP3 Amazon và iTunes vào ngày 2 tháng 11 năm 2013.[37]

Sountrack của bản DLC: Freedom Cry được biên soạn bởi nhà soạn nhạc Olivier Deriviere.Bản soundtrack được thu âm tại Avatar Studios, New York cùng với sự giúp đỡ của nhóm chuyên về nhạc Haiti - La Troupe Makandal và tại Galaxy Studios, Bỉ với sự giúp đỡ của Brussels Philharmonic.
| Assassin's Creed IV: Black Flag (Original Game Soundtrack) / Assassin's Creed IV: Black Flag (Game Soundtrack — Phiên bản đầy đủ) (Đĩa một) | Assassin's Creed IV: Black Flag (Original Game Soundtrack) / Assassin's Creed IV: Black Flag (Game Soundtrack — Phiên bản đầy đủ) (Đĩa một) | Assassin's Creed IV: Black Flag (Original Game Soundtrack) / Assassin's Creed IV: Black Flag (Game Soundtrack — Phiên bản đầy đủ) (Đĩa một) | Assassin's Creed IV: Black Flag (Original Game Soundtrack) / Assassin's Creed IV: Black Flag (Game Soundtrack — Phiên bản đầy đủ) (Đĩa một) |
| STT | Nhan đề | Phổ nhạc | Thời lượng |
| --- | --- | --- | --- |
| 1. | "Nhạc nền của Assassin's Creed IV [a]" | Sarah Schachner | 2:13 |
| 2. | "Pyrates Beware[a]" | Schachner | 3:16 |
| 3. | "On the Horizon[a]" | Brian Tyler, Schachner | 3:01 |
| 4. | "The High Seas[a]" | Tyler | 2:44 |
| 5. | "The Fortune of Edward Kenway[a]" | Schachner | 1:57 |
| 6. | "In This World or the One Below[a]" | Tyler, Schachner | 2:49 |
| 7. | "Under the Black Flag[a]" | Schachner | 3:21 |
| 8. | "The Ends of the Earth[a]" | Tyler | 2:53 |
| 9. | "Stealing a Brig[a]" | Tyler | 1:52 |
| 10. | "Fare Thee Well[a]" | Tyler | 5:14 |
| 11. | "The Buccaneers[a]" | Tyler | 4:05 |
| 12. | "Marked for Death[a]" | Tyler | 3:21 |
| 13. | "Last Goodbyes[a]" | Tyler | 2:24 |
| 14. | "Take What Is Ours![a]" | Tyler | 3:15 |
| 15. | "I'll Be with You[a]" | Tyler | 6:04 |
| 16. | "Lay Aboard Lads[a]" | Tyler | 2:24 |
| 17. | "A Pirate's Life[a]" | Tyler | 2:02 |
| 18. | "Men of War[a]" | Tyler | 2:57 |
| 19. | "Order of the Assassin[a]" | Tyler | 3:10 |
| 20. | "In the Midst[a]" | Tyler | 3:05 |
| 21. | "The British Empire" | Tyler | 3:08 |
| 22. | "Batten Down the Hatches" | Tyler | 1:37 |
| 23. | "Modernity" | Tyler | 2:14 |
| 24. | "A Merry Life and a Short One" | Tyler | 1:16 |
| 25. | "Queen Anne's Revenge" | Tyler | 4:42 |
| 26. | "Confrontation" | Tyler | 3:15 |
| 27. | "Prizes Plunder and Adventure" | Tyler | 2:12 |
| 28. | "Meet the Sage" | Omar Fadel | 3:36 |
| 29. | "Into the Jungle" | Tyler | 1:46 |
| 30. | "The Spanish Empire" | Tyler | 3:57 |
| 31. | "The Islands of the West Indies" | Tyler | 3:06 |
| 32. | "Ships of Legend" | Tyler | 2:02 |
| 33. | "Secrets of the Maya" | Tyler | 3:24 |
| 34. | "Life at Sea" | Fadel | 3:10 |
| Tổng thời lượng: | Tổng thời lượng: | Tổng thời lượng: | 1:41:33 |

| Assassin's Creed IV: Black Flag (Game Soundtrack — Phiên bản bao gồm các bài hò) / Assassin's Creed IV: Black Flag (Game Soundtrack — Phiên bản đầy đủ) (Đĩa hai) | Assassin's Creed IV: Black Flag (Game Soundtrack — Phiên bản bao gồm các bài hò) / Assassin's Creed IV: Black Flag (Game Soundtrack — Phiên bản đầy đủ) (Đĩa hai) | Assassin's Creed IV: Black Flag (Game Soundtrack — Phiên bản bao gồm các bài hò) / Assassin's Creed IV: Black Flag (Game Soundtrack — Phiên bản đầy đủ) (Đĩa hai) | Assassin's Creed IV: Black Flag (Game Soundtrack — Phiên bản bao gồm các bài hò) / Assassin's Creed IV: Black Flag (Game Soundtrack — Phiên bản đầy đủ) (Đĩa hai) |
| STT | Nhan đề | Phổ nhạc | Thời lượng |
| --- | --- | --- | --- |
| 1. | "Randy Dandy Oh[a]" | Sean Dagher, Nils Brown, Michiel Schrey | 1:35 |
| 2. | "Maid of Amsterdam[a]" | Brown, Schrey, Dagher | 1:41 |
| 3. | "Leave Her Johnny[a]" | Dagher, Brown, Schrey | 2:12 |
| 4. | "Whisky Johnny O'[a]" | Schrey, Dagher, Brown | 1:21 |
| 5. | "Good Morning Ladies[a]" | Dagher, Brown, Schrey | 1:38 |
| 6. | "Fish in the Sea[a]" | Schrey, Dagher, Brown | 1:29 |
| 7. | "Dead Horse[a]" | Dagher, Brown, Schrey | 1:07 |
| 8. | "Running Down to Cuba[a]" | Schrey, Dagher, Brown | 1:29 |
| 9. | "Trooper and the Maid" | Charlotte Cumberbirch, Dagher, Nelson Carter, Richard Irwin, David Gossage                                                                                        | 1:57 |
| 10. | "William Taylor" | Dagher, Brown, Schrey, Cumberbirch, Carter, Irwin, Gossage | 2:16 |
| 11. | "Patrick Spens" | Schrey, Dagher, Irwin, Gossage | 1:52 |
| 12. | "Fathom the Bowl" | Linda Morrison, Dagher, Carter, Patrick Graham, Gossage | 2:13 |
| 13. | "Admiral Benbow" | Schrey, Dagher, Brown, Carter, Irwin, Gossage | 1:53 |
| 14. | "All for Me Grog" | Morrison, Dagher, Carter, Graham, Gossage | 2:06 |
| 15. | "Buleria" | Marco Marin, Dominic Soulard, Eric Breton | 2:06 |
| 16. | "Verdiales" | Marin, Soulard, Breton | 1:26 |
| Tổng thời lượng: | Tổng thời lượng: | Tổng thời lượng: | 28:22 |

| Assassin's Creed IV: Black Flag (Game Soundtrack — Phiên bản đầy đủ) (Đĩa ba) | Assassin's Creed IV: Black Flag (Game Soundtrack — Phiên bản đầy đủ) (Đĩa ba) | Assassin's Creed IV: Black Flag (Game Soundtrack — Phiên bản đầy đủ) (Đĩa ba) | Assassin's Creed IV: Black Flag (Game Soundtrack — Phiên bản đầy đủ) (Đĩa ba) |
| STT                                                                           | Nhan đề                                                                       | Phổ nhạc                                                                      | Thời lượng                                                                    |
| ----------------------------------------------------------------------------- | ----------------------------------------------------------------------------- | ----------------------------------------------------------------------------- | ----------------------------------------------------------------------------- |
| 1.                                                                            | "Saba Island"                                                                 | Joe Henson, Alexis Smith                                                      | 3:37                                                                          |
| 2.                                                                            | "Santa Lucia"                                                                 | Joe Henson, Smith                                                             | 3:10                                                                          |
| 3.                                                                            | "Tampa Bay"                                                                   | Joe Henson, Smith, Christian Henson                                           | 3:19                                                                          |
| 4.                                                                            | "Prison"                                                                      | Joe Henson, Smith                                                             | 3:00                                                                          |
| 5.                                                                            | "La Havana"                                                                   | Joe Henson, Smith                                                             | 3:18                                                                          |
| 6.                                                                            | "Portobelo"                                                                   | Joe Henson, Smith                                                             | 3:45                                                                          |
| 7.                                                                            | "Saint Pierre"                                                                | Joe Henson, Smith, Christian Henson                                           | 3:23                                                                          |
| 8.                                                                            | "King Of The Seven Seas"                                                      | Orivian                                                                       | 3:08                                                                          |
| Tổng thời lượng:                                                              | Tổng thời lượng:                                                              | Tổng thời lượng:                                                              | (Disc 3) 26:40 (Complete) 2:36:35                                             |

Notes
- ^[a]  chỉ ra rằng bài hát đó có trong "Skull Edition"[38]

## Đón nhận
| Nguồn         | Số điểm     | Thông báo |
| ------------- | ----------- | --------- |
| IGN           | 8.5/10(PC)  | Tốt       |
| Gamespot      | 9/10(PC)    | Tốt       |
| Metacritic    | 86/100(PC)  | Tốt       |
| Eurogamer     | 9/10(PC)    | Tốt       |
| Gamesradar    | 9/10(PC)    | Tốt       |
| The Edge      | 9/10(PC)    | Tốt       |
| EGM           | 9.5/10(PC)  | Tốt       |
| Game Informer | 8.25/10(PC) | Tốt       |
| The Escapist  | 5/5 sao(PC) | Xuất sắc  |

AC 4 Black Flag nhận được nhiều lời khen ngợi về thế giới mở rộng lớn, đồ họa lung linh, nhiệm vụ phụ và hệ thống chiến đấu trên biển ngay sau khi được phát hành.Các website chuyên chấm điểm game như GameRankings và Metacritic lần lượt chấm phiên bản trên PS3 87.62% và 88/100; điểm cho phiên bản trên hệ Xbox là 85.74% và 86/100; phiên bản trên hệ máy Wii U là 87.00% và 86/100; phiên bản trên hệ PlayStation 4 là 85.31% và 83/100; Xbox One đều là 81.00% ; phiên bản trên hệ máy PC là 86.67% và 86/100.Vào tháng 11 năm 2013, Hardcore Gamer xếp AC 4 Black Flag đứng thứ 70 trong số các game xuất sắc nhất của giai đoạn thứ 7 trong lịch sử phát triển game.
Phiên bản Black Flag được coi như là người kế nhiệm xuất sắc của phiên bản Assassin's Creed III (vốn không được đánh giá cao), nhà báo Joe Juba viết cho tạp chí Game Informer cho rằng Ubisoft đã mạnh dạn đối mặt với những lỗi sai mà bản trước vướng phải và sửa đổi chúng. Nhà báo Matt Gilman viết cho tạp chí CVG cho rằng bản IV đã trở lại đưa series game trở lại đúng phong độ, trong khi nhà báo Mikel Reparaz viết cho tạp chí Official Xbox Magazine rằng: "Sau khi khắc phụ series game AC bằng sự trở lại đầy mờ nhạt của bản Revelations và ACIII thì phiên bản Black Flag chính là liều adrenaline mà series game đang cần". IGN xếp hạng AC 4: Black Flag là phiên bản hay đứng thứ 2 trong series game chỉ sau bản AC II chỉ 2 ngày sau khi game được phát hành.
Nhiều cá nhân và tổ chức đánh giá game đề cao thế giới mở trong phiên bản Assassin’s Creed IV: Black Flag; tạp chí Edge cho rằng game đã khai phá ra một thước đo quy chuẩn mới không chỉ cho các phiên bản game trong series Assassin’s Creed mà còn cho tất cả các game hành động – phiêu lưu thế giới mở khác; nhà báo Tom Bramwell viết cho tạp chí Eurogamer cho rằng thế giới mở trong phiên bản Black Flag là "một luồng gió biển bất ngờ và sảng khoái"; nhà báo Gilman còn cho rằng "phiên bản Black Flag đã thổi một luồng sinh khí mới vào cho cả series game, phục hưng toàn bộ dòng game". Các tổ chức và cá nhân còn đánh giá cao các nhiệm vụ phụ và hệ thống các kho báu để thu thập bởi vì điều này khuyến khích người chơi khám phá thế giới mở. Nhà bình phẩm game Shaun McInnis - làm việc tại Gamespot cho rằng: "Black Flag mở ra cho bạn một thế giới mở rộng lớn và tràn ngập các cơ hội để khám phá, bạn cũng có hàng tá lý do để thực hiện các chuyến phiêu lưu - khám phá như vậy". Các nhiệm vụ phụ thậm chí còn được đánh giá cao hơn các nhiệm vụ chính rất nhiều như nhà bình phẩm game làm việc tại IGN Marty Sliva cho rằng: "Black Flag chỉ thực sự hay khi bạn dong thuyền ra khơi tự tìm kiếm lấy niềm vui". Các nhiệm vụ ám sát trên biển và của hội The Assassin cũng được đánh giá rất cao thêm vào đó là vòng luân hồi không ngừng nghỉ biển – đất liền rồi lại đất liền – biển.
Đồ họa của game cũng được đánh giá rất cao.Tạp chí The Edge cho rằng: "Đứng trên bình diện về kỹ thuật đồ họa thì đồ họa của game Assassin’s Creed IV sẽ gây ngạc nhiên cho bất cứ ai không quan tâm là họ chơi ở hệ máy nào". Các nhà bình phẩm game đánh giá đồ họa của Assassin’s Creed IV: Black Flag là "rực rỡ" và "lung linh". Nhà bình phẩm game Silva cho rằng Black Flag là một trong những game có đồ họa bắt mắt nhất trong năm 2013. Độ chi tiết và chân thực trong đồ họa của game cũng được đánh giá rất cao, thể hiện qua các chi tiết như nước biển, mưa, bầu trời, ánh nắng mặt trời, bão lốc,…- được đánh giá là "tuyệt vời" để ngắm nhìn.
Hệ thống chiến đấu trên biển của game cũng nhận được nhiều lời khen ngợi. Nhiều nhà bình phẩm game nhận xét rằng phiên bản Black Flag tiếp thu tính năng tuyệt vời nhất của bản Assassin's Creed III và nâng cấp nó lên một cách đáng kể. Nhà bình phẩm Tito lý giải rằng: "Trong khi ở bản III, các nhiệm vụ liên quan đến chiến đấu trên biển rất ít và hạn chế thì ở bản Black Flag nhà sản xuất đã cho phép người chơi khám phá, chiến đấu hoặc dong thuyền đi bất cứ nơi đâu mà họ muốn". McInnis cho rằng "phiên bản IV nâng tầm quan trọng của việc chiến đấu trên biển", "phiên bản Black Flag xây dựng hệ thống chiến đấu trên biển dựa trên nhiệm vụ phụ ở bản Assassin's Creed III và đã biến nó trở thành những trải nghiệm quan trọng không thua kém gì trên đất liền". Hệ thống chiến đấu trên biển còn nhận được nhiều lời ca tụng bởi vì tính năng cướp bóc tàu quân địch và pháo đài cũng như việc chuyển đổi liên tục giữa kiếm và tay cầm của thuyền trưởng, nhà bình phẩm Tito thậm chí còn cho rằng "đó là một hệ thống chiến đấu kết hợp thật tuyệt vời, yêu cầu cả kĩ năng thủy chiến và cận chiến – chiến đấu như các hải tặc".
Hệ thống chiến đấu ẩn nấp trong game cũng được khen ngợi bởi sự linh hoạt của nó, cho phép người chơi nhiều lựa chọn để hoàn thành mục tiêu. Tạp chí The Edge cho rằng: "Một game chiến đấu ẩn nấp chỉ hay khi nó xây dựng được một hệ thống linh hoạt với nhiều cách tiếp cận khác nhau và Black Flag chính là phiên bản hào phóng nhất trong series game làm được điều đó". Tuy nhiên vẫn có nhiều chỉ trích hướng về hệ thống ẩn nấp của game vì cho rằng nó quá phiền toái, rườm rà và điều khiển khó khăn. Nhiều nhà bình phẩm game cho rằng phong cách chiến đấu của Edward Kenway quá giống với các nhân vật trước trong series game, đơn điệu, nhàm chán và thiếu sự đa dạng. Tuy nhiên vẫn có ý kiến khen ngợi hệ thống chiến đấu của game là "một chuyến đi hiệu quả và bạo lực", "trôi chảy và sống động". Một số khác thì than phiền về hệ thống A.I (Artifical Intelligence) vì quá kém thông minh. Nhiều lời khen ngợi khác được dành cho hệ thống chế tạo đồ đơn giản trong game (cải thiện hơn nhiều so với phiên bản III) và được cho là lấy cảm hứng từ game Far Cry III – một game ăn khách khác của hãng Ubisoft.
Cốt truyện game nhận được nhiều lời khen – chê lẫn lộn. Reparaz khen cốt truyện game "cuốn hút" và là một trong những phiên bản AC có cốt truyện hay nhất. Reparaz và McInnis cũng tán dương những nhân vật trong game, cách mà trò chơi khám phá khía cạnh con người của các hải tặc – xây dựng hình tượng hải tặc bên cạnh sự hung bạo, tàn ác còn có tình thương và tình người. Bramwell cảm thấy rằng cốt truyện của Black Flag "trôi chảy", đặc biệt dành nhiều lời khen cho các nhân vật phụ và nhân vật chính Edward Kenway. Nhà báo Joel Gregory làm việc cho tạp chí PlayStation Official Magazine  cho rằng cốt truyện của Black Flag không lấy gì làm riêng biệt so với các phiên bản còn lại trong dòng game, mặc dù ông này có khen ngợi các nhân vật trong game "thú vị, sống động và đa dạng" hơn các phiên bản trước. Trong khi nửa đầu của game được Joel khen ngợi thì nửa còn lại ông lại chỉ trích vì lối đi mòn của diễn biến cốt truyện khiến người chơi cảm thấy chán nản với các nhân vật. Cả Silva và Juba đều chỉ trích cốt truyện, Juba cho rằng game thiếu đi một nhân vật phản diện thuyết phục và cảm thấy phần lớn các nhân vật phụ đều không được phát triển đúng mực.
Các nhiệm vụ chính trong game giống như cốt truyện của game cũng nhận được nhiều lời khen – chê. Reparaz, người đánh giá rất cao game Black Flag, cảm thấy các nhiệm vụ chính trong game lại chính là điểm yếu nhất của game. Juba và nhà bình phẩm Steven Burns (làm việc cho website Videogamer.com) đều cảm thấy rằng các nhiệm vụ chính trong game lặp đi lặp lại một cách tẻ nhạt và mệt mỏi. Tito, mặt khác, lại cho rằng các nhiệm vụ chính đã được đa dạng hóa đi nhiều, tính chất thử thách của nó đã bù cho sự tẻ nhạt và lặp lại. Một khía cạnh đặc biệt nhận nhiều chỉ trích nặng nề nhất trong game đó chính là chức năng nghe lén và bám đuôi, với một số ý kiến cho rằng hai tính năng này nên bị xóa bỏ khỏi series game vĩnh viễn. Các nhiệm vụ bám đuôi còn mở rộng và áp dụng lên các nhiệm vụ liên quan đến thuyền, điều mà rất nhiều nhà bình phẩm game phê phán. Cách mà phiên bản Black Flag dẫn dắt và bắt đầu câu chuyện cũng được khen ngợi vì không đưa vào một tutorial (hướng dẫn chơi) dài dòng, lôi thôi; Juba nhận thấy rằng đây chính là một điểm cải tiến so với phiên bản AC III.
Nhiều cá nhân và tổ chức đánh giá game cho rằng Assassin’s Creed IV: Black Flag là một game thiên về hải tặc nhiều hơn là về sát thủ bởi vì gameplay, cốt truyện và nhân vật đều liên quan đến hải tặc là chính; nhiều nhà bình phẩm game cũng đánh giá cao điều này, cho rằng Black Flag có một nền game đầy phóng khoáng và kiêu bạc song song với việc khen ngợi game đã tránh được việc xây dựng một cốt truyện về hải tặc đơn giản, sơ sài. Gilman chỉ ra rằng "Black Flag là một game hải tặc hay hơn là một game sát thủ" ; nhà báo Tom Senior (làm việc cho tạp chí PC Gamer) thậm chí còn nhấn mạnh rằng: "Assassin’s Creed IV: Black Flag không muốn trở thành một game về Assassin’s Creed và điều đó thật đáng hoan nghênh". Ray Carsillo (làm việc cho tạp chí Electronic Gaming Monthly) còn cho rằng "Assassin’s Creed IV: Black Flag có lẽ là game mô phỏng về hải tặc hay nhất trong lịch sử phát triển của nền công nghiệp game". Tito chỉ ra rằng Black Flag gợi nhớ cho ông về một phiên bản 3D của game Sid Meier's Pirates! hơn là về một game trong series Assassin’s Creed. Nhân vật chính Edward Kenway là điển hình cho mẫu hải tặc tự thân vận động và đáng được hoan ngênh hơn là một sát thủ. Silva tin rằng nhân vật Edward là "một sự thay đổi mới mẻ ra khỏi lối mòn của một series game đã bắt đầu quá nghiêm trọng hóa vấn đề", trong khi Gilman cho rằng nhân vật Edward Kenway là một nhân vật "sống động" và "có thể chấp nhận" hơn là nhân vật chính trong bản AC III là Connor Kenway.

### Doanh số bán ra
Trong tuần đầu tiên phát hành tại Anh Quốc, Assassin’s Creed IV: Black Flag trở thành game bán chạy nhất trên mọi hệ máy, vượt doanh thu bán ra của game Battlefield 4. Tuy nhiên nếu so sánh tổng thể thì doanh thu bán ra trong tuần đầu tiên của phiên bản Black Flag đã giảm 60% so với người tiền nhiệm là Assassin Creed III. Ubisoft đổ lỗi cho việc sụt giảm doanh thu trong tuần đầu là vì game phải phát hành trên các hệ máy thế hệ thứ 8 (Xbox, PC, Wii U, PS3, PS4). Theo như số liệu thống kê của NPD Group thì Assassin’s Creed IV: Black Flag là game bán chạy thứ 3 vào tháng 11/2013 ở Mỹ chỉ chịu thua Battlefield 4 và Call Of Duty: Ghosts. Vào tháng 5 năm 2014, Ubisoft công bố báo cáo cho biết game đã bán được hơn 11 triệu bản.

### Các giải thưởng nhận được
Assassin’s Creed IV: Black Flag nhận được nhiều giải thưởng "Game xuất sắc nhất năm" từ nhiều tổ chức như Cheat Code Central, GameSpot, và Inside Gaming Awards. Ngoài ra game còn nhận được giải thưởng Spike VGX cho game hành động – phiêu lưu xuất sắc nhất năm 2013 và website Gamespot còn trao tặng giải thưởng game hay nhất năm cho hai phiên bản Black Flag trên hệ máy Xbox One và PlayStation 4.
| \| Năm \| Giải thưởng \| Thể loại \| Kết quả \| Chú thích \| \| ---- \| ----------------------------------------------------------------- \| ------------------------------------------------------------------------------------------------------------------------------------------------------------------------------------------------------------------------------------------------------------- \| --------- \| ---------- \| \| 2013 \| 5th Annual Inside Gaming Awards \| Game của năm \| Đề cử \| [70] \| \| 2013 \| 5th Annual Inside Gaming Awards \| Cốt truyện xuất sắc nhất \| Đề cử \| [70] \| \| 2013 \| 5th Annual Inside Gaming Awards \| Lựa chọn của game thủ \| Đề cử \| [70] \| \| 2013 \| Cheat Code Central's 7th Annual Cody Awards \| Game của năm \| Đề cử \| [74] \| \| 2013 \| Cheat Code Central's 7th Annual Cody Awards \| Studio của năm (Ubisoft Montreal) \| Đề cử \| [75] \| \| 2013 \| Cheat Code Central's 7th Annual Cody Awards \| Đồ họa xuất sắc nhất \| Đề cử \| [76] \| \| 2013 \| Cheat Code Central's 7th Annual Cody Awards \| Game hành động - phiêu lưu xuất sắc nhất \| Đề cử \| [77] \| \| 2013 \| Spike VGX 2013 \| Game hành động - phiêu lưu xuất sắc nhất \| Đoạt giải \| [71] \| \| 2013 \| Game Revolution's Best of 2013 Awards \| Game hành động - phiêu lưu xuất sắc nhất \| Đoạt giải \| [78] \| \| 2013 \| Game Revolution's Best of 2013 Awards \| Nhà phát hành xuất sắc nhất (Ubisoft) \| Đề cử \| [79] \| \| 2013 \| GameSpot's Game of the Year 2013 Awards \| Game PS4 của năm \| Đoạt giải \| [72] \| \| 2013 \| GameSpot's Game of the Year 2013 Awards \| Game Xbox One của năm \| Đoạt giải \| [73] \| \| 2013 \| GameSpot's Game of the Year 2013 Awards \| Game của năm \| Đề cử \| [69] \| \| 2013 \| GameSpot's Game of the Year 2013 Awards \| Game PS3 của năm \| Đề cử \| [80] \| \| 2013 \| GameSpot's Game of the Year 2013 Awards \| Game Xbox 360 của năm \| Đề cử \| [81] \| \| 2013 \| Hardcore Gamer's Game of the Year Awards 2013 \| Game hành động - phiêu lưu xuất sắc nhất \| Đoạt giải \| [82] \| \| 2013 \| Hardcore Gamer's Game of the Year Awards 2013 \| Game hay nhất trong serie \| Đoạt giải \| [83] \| \| 2013 \| Hardcore Gamer's Game of the Year Awards 2013 \| Game của năm \| Đề cử \| [84] \| \| 2013 \| Hardcore Gamer's Game of the Year Awards 2013 \| Game đa hệ hay nhất \| Đề cử \| [85] \| \| 2013 \| Hardcore Gamer's Game of the Year Awards 2013 \| Game Multiplayer hay nhất \| Đề cử \| [86] \| \| 2013 \| Hardcore Gamer's Game of the Year Awards 2013 \| Nhân vật xuất sắc nhất (Edward Kenway) \| Đề cử \| [87] \| \| 2013 \| Hardcore Gamer's Game of the Year Awards 2013 \| Kỹ thuật đồ họa xuất sắc nhất \| Đề cử \| [88] \| \| 2013 \| Destructoid's Best of 2013 \| Game đa hệ hay nhất \| Đề cử \| [89] \| \| 2013 \| Destructoid's Best of 2013 \| Game hành động hay nhất \| Đề cử \| [90] \| \| 2013 \| Destructoid's Best of 2013 \| Game cạnh tranh hay nhất \| Đề cử \| [91] \| \| 2013 \| Giant Bomb's 2013 Game of the Year Awards \| Game gây ngạc nhiên nhất \| Đoạt giải \| [92] \| \| 2013 \| Giant Bomb's 2013 Game of the Year Awards \| Game hay nhất \| Đề cử \| [93] \| \| 2014 \| GameTrailers Game of the Year Awards 2013 \| Game của năm \| Đề cử \| [94] \| \| 2014 \| GameTrailers Game of the Year Awards 2013 \| Game đa hệ xuất sắc nhất \| Đề cử \| [94] \| \| 2014 \| GameTrailers Game of the Year Awards 2013 \| Game hành động - phiêu lưu xuất sắc nhất \| Đề cử \| [94] \| \| 2014 \| IGN's Best of 2013 \| Game PS4 có chế độ chơi Multiplayer hay nhất \| Đoạt giải \| [95] \| \| 2014 \| IGN's Best of 2013 \| Game Xbox One của năm \| Đoạt giải \| [96] \| \| 2014 \| IGN's Best of 2013 \| Game Xbox One hành động - phiêu lưu hay nhất \| Đoạt giải \| [97] \| \| 2014 \| IGN's Best of 2013 \| Game Xbox One có cốt truyện hay nhất \| Đoạt giải \| [98] \| \| 2014 \| IGN's Best of 2013 \| Game Wii U hành động - phiêu lưu hay nhất \| Đoạt giải \| [99] \| \| 2014 \| IGN's Best of 2013 \| Game Wii U có âm thanh tốt nhất \| Đoạt giải \| [100] \| \| 2014 \| IGN's Best of 2013 \| Game hành động - phiêu lưu tổng thể hay nhất \| Đề cử \| [101] \| \| 2014 \| IGN's Best of 2013 \| Nhạc tổng thể hay nhất \| Đề cử \| [102] \| \| 2014 \| IGN's Best of 2013 \| Game hành động - phiêu lưu trên PC hay nhất \| Đề cử \| [103] \| \| 2014 \| IGN's Best of 2013 \| Game PS3 hành động - phiêu lưu hay nhất \| Đề cử \| [104] \| \| 2014 \| IGN's Best of 2013 \| Game PS3 có âm thanh hay nhất \| Đề cử \| [105] \| \| 2014 \| IGN's Best of 2013 \| Game PS3 có cốt truyện hay nhất \| Đề cử \| [106] \| \| 2014 \| IGN's Best of 2013 \| Game PS4 của năm \| Đề cử \| [107] \| \| 2014 \| IGN's Best of 2013 \| Game Xbox 360 hành động - phiêu lưu hay nhất \| Đề cử \| [108] \| \| 2014 \| IGN's Best of 2013 \| Game Xbox 360 có âm thanh hay nhất \| Đề cử \| [109] \| \| 2014 \| IGN's Best of 2013 \| Game Xbox 360 có cốt truyện hay nhất \| Đề cử \| [110] \| \| 2014 \| IGN's Best of 2013 \| Game Xbox One có âm thanh hay nhất \| Đề cử \| [111] \| \| 2014 \| IGN's Best of 2013 \| Game Wii U của năm \| Đề cử \| [112] \| \| 2014 \| IGN's Best of 2013 \| Game Wii U có chế độ Multiplayer hay nhất \| Đề cử \| [113] \| \| 2014 \| IGN's Best of 2013 \| Game Wii U có âm nhạc hay nhất \| Đề cử \| [114] \| \| 2014 \| The Escapist Awards 2013 \| Game hay nhất năm \| Đề cử \| [115] \| \| 2014 \| The Escapist Awards 2013 \| Game hành động - phiêu lưu hay nhất \| Đề cử \| [116] \| \| 2014 \| Official Xbox Magazine's Game of the Year Awards 2013 \| Game hành động hay nhất \| Đoạt giải \| [117] \| \| 2014 \| Official Xbox Magazine's Game of the Year Awards 2013 \| Game của năm \| Đề cử \| [118] \| \| 2014 \| 66th Writers Guild of America Awards \| Đạt thành tựu xuất sắc trong việc xây dựng cốt truyện game (Story by Darby McDevitt, Mustapha Mahrach, Jean Guesdon; Lead Scriptwriter Darby McDevitt; Scriptwriter Jill Murray; AI Scriptwriter Nicholas Grimwood; Scriptwriter Singapore Mark Llabres Hill) \| Đề cử \| [119] \| \| 2014 \| 17th Annual D.I.C.E. Awards \| Game của năm \| Đề cử \| [120] \| \| 2014 \| 17th Annual D.I.C.E. Awards \| Game phiêu lưu của năm \| Đề cử \| [120] \| \| 2014 \| 17th Annual D.I.C.E. Awards \| Đạt thành tựu xuất sắc trong việc tạo hình \| Đề cử \| [120] \| \| 2014 \| 17th Annual D.I.C.E. Awards \| Đạt thành tựu xuất sắc trong kỹ thuật thiết kế game \| Đề cử \| [120] \| \| 2014 \| 17th Annual D.I.C.E. Awards \| Đạt thành tựu xuất sắc trong kỹ thuật đồ họa game \| Đề cử \| [120] \| \| 2014 \| 10th BAFTA Video Games Awards \| Game xuất sắc nhất \| Đề cử \| \| \| 2014 \| 10th BAFTA Video Games Awards \| Game hành động - phiêu lưu xuất sắc nhất \| Đề cử \| \| \| 2014 \| 10th BAFTA Video Games Awards \| Game thiết kế xuất sắc nhất \| Đề cử \| \| \| 2014 \| 10th BAFTA Video Games Awards \| Game có âm nhạc xuất sắc nhất \| Đề cử \| \| \| 2014 \| 13th Annual National Academy of Video Game Trade Reviewers Awards \| Chỉ đạo mỹ thuật, ảnh hưởng của giai đoạn trong game \| Đề cử \| [121] \| \| 2014 \| 13th Annual National Academy of Video Game Trade Reviewers Awards \| Thiết kế nhân vật \| Đề cử \| [121] \| \| 2014 \| 13th Annual National Academy of Video Game Trade Reviewers Awards \| Thiết kế trang phục \| Đề cử \| [121] \| \| 2014 \| 13th Annual National Academy of Video Game Trade Reviewers Awards \| Thiết kế game - thương hiệu \| Đề cử \| [121] \| \| 2014 \| 13th Annual National Academy of Video Game Trade Reviewers Awards \| Đồ họa - kỹ thuật \| Đề cử \| [121] \| \| 2014 \| 13th Annual National Academy of Video Game Trade Reviewers Awards \| Thương hiệu game phiêu lưu \| Đề cử \| [121] \| \| 2014 \| 14th Annual Game Developers Choice Awards \| Kỹ thuật thiết kế game tốt nhất \| Đề cử \| [122] \| \| 2014 \| 32nd Golden Joystick Awards \| Kỹ thuật đồ họa tốt nhất \| Đoạt giải \| [123][124] \| \| 2014 \| 32nd Golden Joystick Awards \| Studio của năm (Ubisoft Montreal) \| Đoạt giải \| [123][124] \| \| 2014 \| 32nd Golden Joystick Awards \| Âm thanh xuất sắc nhất \| Đoạt giải \| [123][124] \| \| 2014 \| 32nd Golden Joystick Awards \| Khoảnh khắc trong game xuất sắc nhất (Các bài hò trên biển) \| Đề cử \| [123][124] \| \| 2014 \| 32nd Golden Joystick Awards \| Game của năm \| Đề cử \| [123][124] \| |                                                                   | |           |                 |
| Năm | Giải thưởng                                                       | Thể loại | Kết quả   | Chú thích       |
| 2013 | 5th Annual Inside Gaming Awards                                   | Game của năm | Đề cử     | [ 70 ]          |
| 2013 | 5th Annual Inside Gaming Awards                                   | Cốt truyện xuất sắc nhất | Đề cử     | [ 70 ]          |
| 2013 | 5th Annual Inside Gaming Awards                                   | Lựa chọn của game thủ | Đề cử     | [ 70 ]          |
| 2013 | Cheat Code Central's 7th Annual Cody Awards                       | Game của năm | Đề cử     | [ 74 ]          |
| 2013 | Cheat Code Central's 7th Annual Cody Awards                       | Studio của năm (Ubisoft Montreal) | Đề cử     | [ 75 ]          |
| 2013 | Cheat Code Central's 7th Annual Cody Awards                       | Đồ họa xuất sắc nhất | Đề cử     | [ 76 ]          |
| 2013 | Cheat Code Central's 7th Annual Cody Awards                       | Game hành động - phiêu lưu xuất sắc nhất | Đề cử     | [ 77 ]          |
| 2013 | Spike VGX 2013                                                    | Game hành động - phiêu lưu xuất sắc nhất | Đoạt giải | [ 71 ]          |
| 2013 | Game Revolution's Best of 2013 Awards                             | Game hành động - phiêu lưu xuất sắc nhất | Đoạt giải | [ 78 ]          |
| 2013 | Game Revolution's Best of 2013 Awards                             | Nhà phát hành xuất sắc nhất (Ubisoft) | Đề cử     | [ 79 ]          |
| 2013 | GameSpot's Game of the Year 2013 Awards                           | Game PS4 của năm | Đoạt giải | [ 72 ]          |
| 2013 | GameSpot's Game of the Year 2013 Awards                           | Game Xbox One của năm | Đoạt giải | [ 73 ]          |
| 2013 | GameSpot's Game of the Year 2013 Awards                           | Game của năm | Đề cử     | [ 69 ]          |
| 2013 | GameSpot's Game of the Year 2013 Awards                           | Game PS3 của năm | Đề cử     | [ 80 ]          |
| 2013 | GameSpot's Game of the Year 2013 Awards                           | Game Xbox 360 của năm | Đề cử     | [ 81 ]          |
| 2013 | Hardcore Gamer's Game of the Year Awards 2013                     | Game hành động - phiêu lưu xuất sắc nhất | Đoạt giải | [ 82 ]          |
| 2013 | Hardcore Gamer's Game of the Year Awards 2013                     | Game hay nhất trong serie | Đoạt giải | [ 83 ]          |
| 2013 | Hardcore Gamer's Game of the Year Awards 2013                     | Game của năm | Đề cử     | [ 84 ]          |
| 2013 | Hardcore Gamer's Game of the Year Awards 2013                     | Game đa hệ hay nhất | Đề cử     | [ 85 ]          |
| 2013 | Hardcore Gamer's Game of the Year Awards 2013                     | Game Multiplayer hay nhất | Đề cử     | [ 86 ]          |
| 2013 | Hardcore Gamer's Game of the Year Awards 2013                     | Nhân vật xuất sắc nhất (Edward Kenway) | Đề cử     | [ 87 ]          |
| 2013 | Hardcore Gamer's Game of the Year Awards 2013                     | Kỹ thuật đồ họa xuất sắc nhất | Đề cử     | [ 88 ]          |
| 2013 | Destructoid's Best of 2013                                        | Game đa hệ hay nhất | Đề cử     | [ 89 ]          |
| 2013 | Destructoid's Best of 2013                                        | Game hành động hay nhất | Đề cử     | [ 90 ]          |
| 2013 | Destructoid's Best of 2013                                        | Game cạnh tranh hay nhất | Đề cử     | [ 91 ]          |
| 2013 | Giant Bomb's 2013 Game of the Year Awards                         | Game gây ngạc nhiên nhất | Đoạt giải | [ 92 ]          |
| 2013 | Giant Bomb's 2013 Game of the Year Awards                         | Game hay nhất | Đề cử     | [ 93 ]          |
| 2014 | GameTrailers Game of the Year Awards 2013                         | Game của năm | Đề cử     | [ 94 ]          |
| 2014 | GameTrailers Game of the Year Awards 2013                         | Game đa hệ xuất sắc nhất | Đề cử     | [ 94 ]          |
| 2014 | GameTrailers Game of the Year Awards 2013                         | Game hành động - phiêu lưu xuất sắc nhất | Đề cử     | [ 94 ]          |
| 2014 | IGN's Best of 2013                                                | Game PS4 có chế độ chơi Multiplayer hay nhất | Đoạt giải | [ 95 ]          |
| 2014 | IGN's Best of 2013                                                | Game Xbox One của năm | Đoạt giải | [ 96 ]          |
| 2014 | IGN's Best of 2013                                                | Game Xbox One hành động - phiêu lưu hay nhất | Đoạt giải | [ 97 ]          |
| 2014 | IGN's Best of 2013                                                | Game Xbox One có cốt truyện hay nhất | Đoạt giải | [ 98 ]          |
| 2014 | IGN's Best of 2013                                                | Game Wii U hành động - phiêu lưu hay nhất | Đoạt giải | [ 99 ]          |
| 2014 | IGN's Best of 2013                                                | Game Wii U có âm thanh tốt nhất | Đoạt giải | [ 100 ]         |
| 2014 | IGN's Best of 2013                                                | Game hành động - phiêu lưu tổng thể hay nhất | Đề cử     | [ 101 ]         |
| 2014 | IGN's Best of 2013                                                | Nhạc tổng thể hay nhất | Đề cử     | [ 102 ]         |
| 2014 | IGN's Best of 2013                                                | Game hành động - phiêu lưu trên PC hay nhất | Đề cử     | [ 103 ]         |
| 2014 | IGN's Best of 2013                                                | Game PS3 hành động - phiêu lưu hay nhất | Đề cử     | [ 104 ]         |
| 2014 | IGN's Best of 2013                                                | Game PS3 có âm thanh hay nhất | Đề cử     | [ 105 ]         |
| 2014 | IGN's Best of 2013                                                | Game PS3 có cốt truyện hay nhất | Đề cử     | [ 106 ]         |
| 2014 | IGN's Best of 2013                                                | Game PS4 của năm | Đề cử     | [ 107 ]         |
| 2014 | IGN's Best of 2013                                                | Game Xbox 360 hành động - phiêu lưu hay nhất | Đề cử     | [ 108 ]         |
| 2014 | IGN's Best of 2013                                                | Game Xbox 360 có âm thanh hay nhất | Đề cử     | [ 109 ]         |
| 2014 | IGN's Best of 2013                                                | Game Xbox 360 có cốt truyện hay nhất | Đề cử     | [ 110 ]         |
| 2014 | IGN's Best of 2013                                                | Game Xbox One có âm thanh hay nhất | Đề cử     | [ 111 ]         |
| 2014 | IGN's Best of 2013                                                | Game Wii U của năm | Đề cử     | [ 112 ]         |
| 2014 | IGN's Best of 2013                                                | Game Wii U có chế độ Multiplayer hay nhất | Đề cử     | [ 113 ]         |
| 2014 | IGN's Best of 2013                                                | Game Wii U có âm nhạc hay nhất | Đề cử     | [ 114 ]         |
| 2014 | The Escapist Awards 2013                                          | Game hay nhất năm | Đề cử     | [ 115 ]         |
| 2014 | The Escapist Awards 2013                                          | Game hành động - phiêu lưu hay nhất | Đề cử     | [ 116 ]         |
| 2014 | Official Xbox Magazine's Game of the Year Awards 2013             | Game hành động hay nhất | Đoạt giải | [ 117 ]         |
| 2014 | Official Xbox Magazine's Game of the Year Awards 2013             | Game của năm | Đề cử     | [ 118 ]         |
| 2014 | 66th Writers Guild of America Awards                              | Đạt thành tựu xuất sắc trong việc xây dựng cốt truyện game (Story by Darby McDevitt, Mustapha Mahrach, Jean Guesdon; Lead Scriptwriter Darby McDevitt; Scriptwriter Jill Murray; AI Scriptwriter Nicholas Grimwood; Scriptwriter Singapore Mark Llabres Hill) | Đề cử     | [ 119 ]         |
| 2014 | 17th Annual D.I.C.E. Awards                                       | Game của năm | Đề cử     | [ 120 ]         |
| 2014 | 17th Annual D.I.C.E. Awards                                       | Game phiêu lưu của năm | Đề cử     | [ 120 ]         |
| 2014 | 17th Annual D.I.C.E. Awards                                       | Đạt thành tựu xuất sắc trong việc tạo hình | Đề cử     | [ 120 ]         |
| 2014 | 17th Annual D.I.C.E. Awards                                       | Đạt thành tựu xuất sắc trong kỹ thuật thiết kế game | Đề cử     | [ 120 ]         |
| 2014 | 17th Annual D.I.C.E. Awards                                       | Đạt thành tựu xuất sắc trong kỹ thuật đồ họa game | Đề cử     | [ 120 ]         |
| 2014 | 10th BAFTA Video Games Awards                                     | Game xuất sắc nhất | Đề cử     |                 |
| 2014 | 10th BAFTA Video Games Awards                                     | Game hành động - phiêu lưu xuất sắc nhất | Đề cử     |                 |
| 2014 | 10th BAFTA Video Games Awards                                     | Game thiết kế xuất sắc nhất | Đề cử     |                 |
| 2014 | 10th BAFTA Video Games Awards                                     | Game có âm nhạc xuất sắc nhất | Đề cử     |                 |
| 2014 | 13th Annual National Academy of Video Game Trade Reviewers Awards | Chỉ đạo mỹ thuật, ảnh hưởng của giai đoạn trong game | Đề cử     | [ 121 ]         |
| 2014 | 13th Annual National Academy of Video Game Trade Reviewers Awards | Thiết kế nhân vật | Đề cử     | [ 121 ]         |
| 2014 | 13th Annual National Academy of Video Game Trade Reviewers Awards | Thiết kế trang phục | Đề cử     | [ 121 ]         |
| 2014 | 13th Annual National Academy of Video Game Trade Reviewers Awards | Thiết kế game - thương hiệu | Đề cử     | [ 121 ]         |
| 2014 | 13th Annual National Academy of Video Game Trade Reviewers Awards | Đồ họa - kỹ thuật | Đề cử     | [ 121 ]         |
| 2014 | 13th Annual National Academy of Video Game Trade Reviewers Awards | Thương hiệu game phiêu lưu | Đề cử     | [ 121 ]         |
| 2014 | 14th Annual Game Developers Choice Awards                         | Kỹ thuật thiết kế game tốt nhất | Đề cử     | [ 122 ]         |
| 2014 | 32nd Golden Joystick Awards                                       | Kỹ thuật đồ họa tốt nhất | Đoạt giải | [ 123 ] [ 124 ] |
| 2014 | 32nd Golden Joystick Awards                                       | Studio của năm (Ubisoft Montreal) | Đoạt giải | [ 123 ] [ 124 ] |
| 2014 | 32nd Golden Joystick Awards                                       | Âm thanh xuất sắc nhất | Đoạt giải | [ 123 ] [ 124 ] |
| 2014 | 32nd Golden Joystick Awards                                       | Khoảnh khắc trong game xuất sắc nhất (Các bài hò trên biển) | Đề cử     | [ 123 ] [ 124 ] |
| 2014 | 32nd Golden Joystick Awards                                       | Game của năm | Đề cử     | [ 123 ] [ 124 ] |

### Sự phê bình từ PETA
Hiệp hội bảo vệ động vật PETA (People for the Ethical Treatment of Animals) chỉ trích Assassin’s Creed IV: Black Flag vì đưa vào nội dung săn bắt cá voi, coi đó là một sự sỉ nhục khi lấy làm tự hào về việc săn bắt cá voi. Đáp lại Ubisoft khẳng định rằng họ sẽ không tha thứ việc săn bắt cá voi trái phép cũng như cổ vũ lối sống của hải tặc, tất cả những gì họ làm chỉ là tái hiện lại các sự việc đã thật sự diễn ra ở giai đoạn lịch sử mà game đề cập đến.

## Sự tiếp nối trong series Assassin’s Creed
Assassin’s Creed Unity - lấy bối cảnh ở Pháp khi đang diễn ra sự kiện Cách mạng Pháp (French Revolution), được phát hành trên các hệ máy PS4/Xbox One/PC ở Bắc Mỹ vào ngày 11/11/2014.
Assassin’s Creed Rogue là một phiên bản nối tiếp bản Black Flag đề cập về nhân vật chính là Shay Cormac – một thành viên của hội The Assassin về sau phản bội trở thành một Templar. Game lấy bối cảnh là vào Chiến tranh Bảy Năm (The Seven Years’ War); Rogue được phát hành ở phạm vi toàn cầu trên các hệ máy PlayStation 3 và Xbox 360 vào ngày 11/11/2014.